# L’Assaut final
L'Assaut final est le dernier tome du cycle I de Sir Arthur Benton. Cette série BD d'espionnage est composée de deux cycles,. Le premier cycle commence avec la montée du nazisme et se termine à la fin de la Seconde Guerre mondiale (1930-1945).

## Auteurs
- Scénario : Tarek
- Dessins et couleurs : Stéphane Perger

## Synopsis

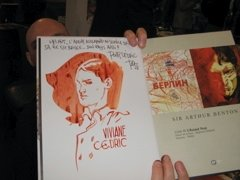
Une dédicace de Stéphane Perger lors du salon du livre de Caen en 2007

L'assaut final[source insuffisante], mars-avril 1945, la mainmise nazie sur l'Europe n'est plus ! L'armée soviétique encercle la capitale du Reich, les forces américaines, anglaises et françaises se battent en Allemagne de l'ouest : la fin est proche. L'ambiance à Berlin est apocalyptique : exécutions sommaires, viols, combats désespérés et suicides. 
Berlin est assiégée, le IIIe Reich s'effondre. Et pourtant, la traque n'est pas encore terminée… Sir Arthur Benton est finalement arrêté par les militaires américains : il est interrogé comme criminel de guerre. Mais à la suite de la demande officieuse d'un général de l'État major britannique, le traître est transféré dans une caserne à Liège en Belgique pour terminer son interrogatoire. Marchand, qui l'a traqué, trouve l'explication apportée par son supérieur bien légère et a du mal à accepter cette décision. Pourquoi Churchill intervient-il pour mettre en sécurité cet agent complice des nazis ? Marchand veut connaître la vérité quel qu'en soit le prix à payer.

## Thèmes de la BD

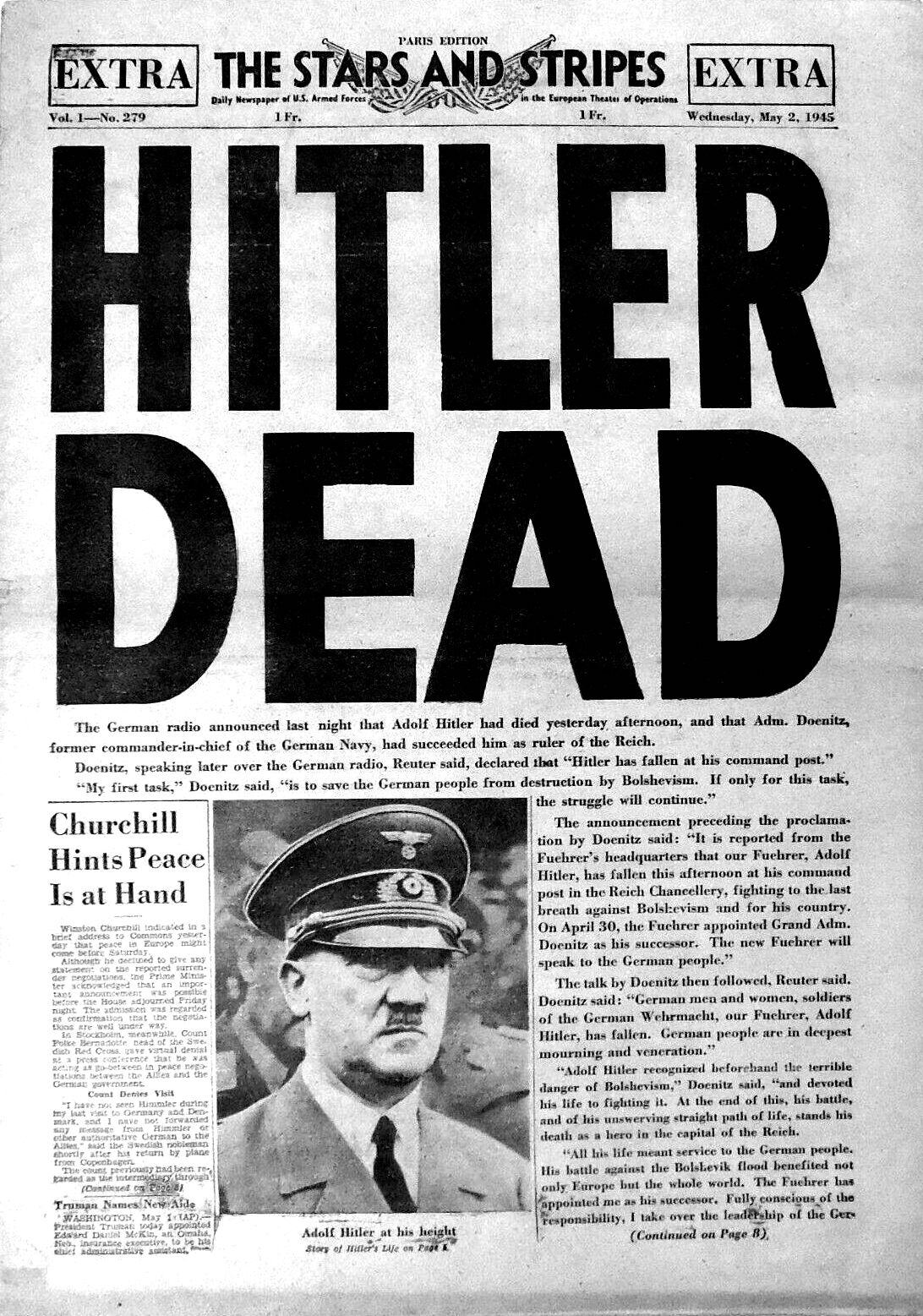
La une de ce journal annonçant la mort d'Adolf Hitler a été reprise par le dessinateur Stéphane Perger dans une case.

### La fin du nazisme
- La prise Berlin
- L'armée soviétique à Berlin
- La prise du Bunker
- La terreur et les exécutions des derniers SS
- Les règlements de compte des nazis qui souhaitent la fin de l'Allemagne
- Le suicide d'Hitler et de certains de ses proches

### L'URSS dans la guerre
- Le Maréchal Joukov
- Les pertes de l'armée rouge
- Le T34
- Le NKVD
- La prise du Reichstag
- Les partisans
- Les communistes allemands

### Le début des tensions entre les alliés
- Le sort des prisonniers de guerre
- La Conférence de Yalta
- La libération des pays de l'Est
- L'Allemagne et Berlin : la pomme de discorde
- La dénazification
- La méfiance de certains dirigeants anti-communiste : Churchill, Patton, De Gaulle…

## Autres tomes
1. Opération Marmara - 2005
2. Wannsee, 1942 - 2005

## Récompenses
- Prix de la meilleure série, Rives de Gier 2006
- Saint-Michel du meilleur scénario, Bruxelles 2007[5],[6]

## Expositions
- Mémorial de Caen, 2008[7],[8],[9],[10]
- Salon de Faches-Thumesnil, 2009[11]